# 李汇川
李汇川（1917年—1999年），曾用名李智汉，男，北京人，中华人民共和国政治人物，曾任国际问题研究所所长。